# Maria Tereszczakówna

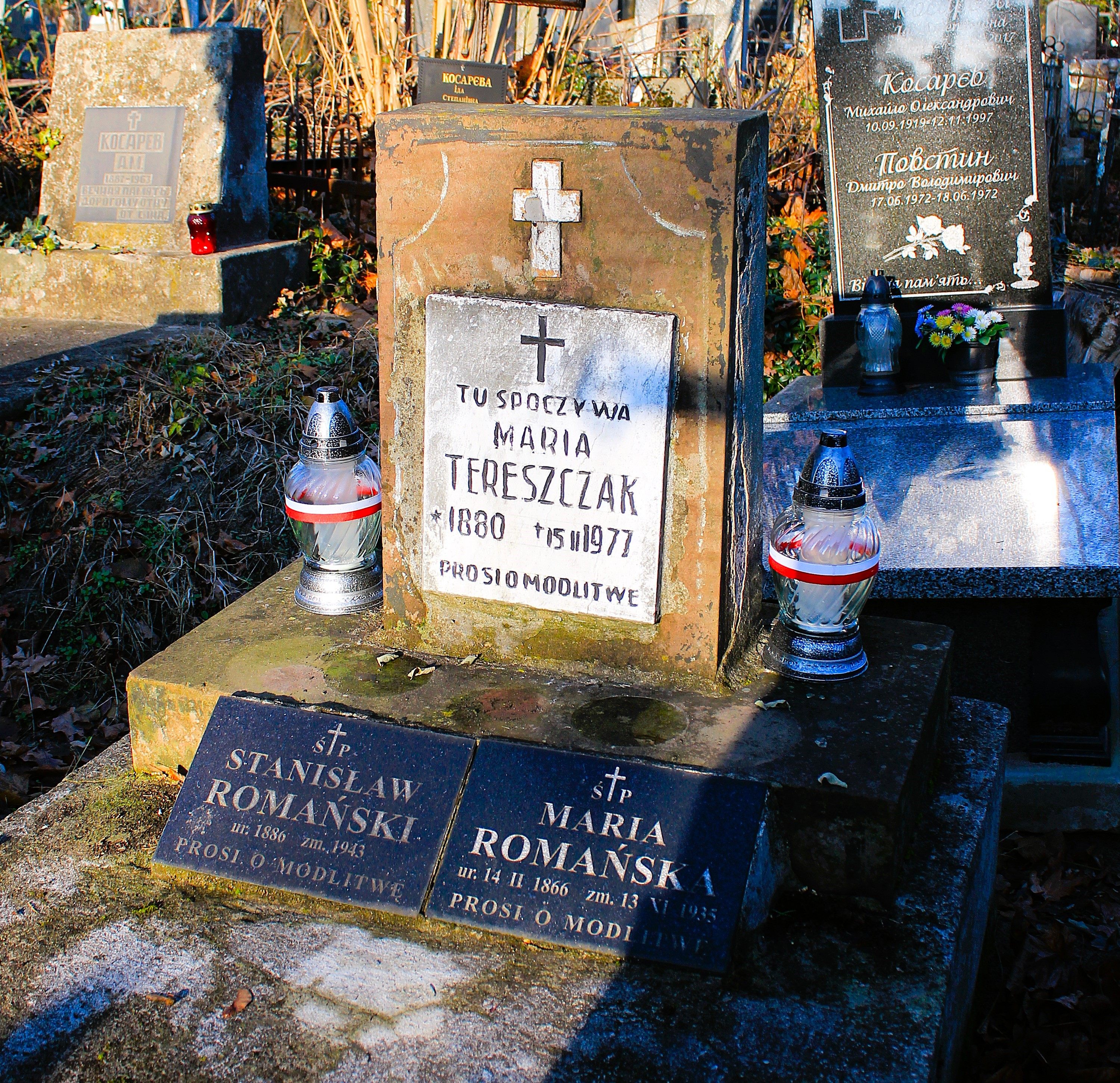

Maria Tereszczakówna (ur. 1880, zm. 15 lutego 1977 we Lwowie) – sanitariuszka, w czasie II wojny światowej członkini polskiego podziemia niepodległościowego, aresztowana i skazana na pobyt w łagrze, uniewinniona i rehabilitowana, polska działaczka społeczna, zasłużona w ratowaniu szczątków polskich bohaterów w trakcie profanacji i zrównywania z ziemią Cmentarza Obrońców Lwowa w latach 70. XX wieku.

## Życiorys
Przez całe życie była związana ze Lwowem, gdzie posiadała własną kamienicę. Była oddaną patriotką. Brała czynny udział w obronie Lwowa przed Ukraińcami w listopadzie 1918 roku. W okresie międzywojennym była właścicielką hurtowni tytoniowej w Kamionce Strumiłowej; w tym czasie co najmniej dwukrotnie wypłynęła w rejs do Stanów Zjednoczonych do tamtejszej Polonii. 
W czasie II wojny światowej  w strukturach polskiego państwa podziemnego – Armii Krajowej. Kolportowała drugoobiegowe wydawnictwa, prowadziła szkolenia medyczne dla przyszłych pielęgniarek. 25 maja 1945 r. aresztowana przez Smiersz i osadzona w lwowskim więzieniu tej służby przy ulicy Kadeckiej. Zarzucono jej działalność antypaństwową, rozprowadzanie nielegalnych wydawnictw, agitację przeciwko Związkowi Radzieckiemu i organizację tajnych spotkań członków podziemia. 
W procesie karnym została skazana na pięć lat pobytu w łagrze, bez konfiskaty mienia. Wymierzoną karę odbyła w całości, początkowo w obwodzie jarosławskim ZSRR, następnie na terenie Republiki Komi. Uznano ją za więźnia szczególnie niebezpiecznego. Dlatego też, po upływie pięciu lat spędzonych na zesłaniu, odmówiono jej zgody na powrót do Lwowa i umieszczono w domu inwalidów na Dalekim Wschodzie. Dopiero rok po śmierci Stalina i zmianie sytuacji politycznej w ZSRR, wróciła do dawnego miejsca zamieszkania. Łącznie na zesłaniu spędziła więc niemal dwukrotnie więcej niż przewidywał wydany w jej sprawie wyrok z 1945 r.
Po powrocie do Lwowa od razu rozpoczęła walkę o rewizję wyroku i przywrócenie dobrego imienia. Udało się to po upływie ponad dziesięciu lat. 13 lipca 1966 r. w lwowskiej siedzibie obwodowego zarządu KGB otrzymała decyzję o rehabilitacji, uznającą ją za osobę niesłusznie skazaną.

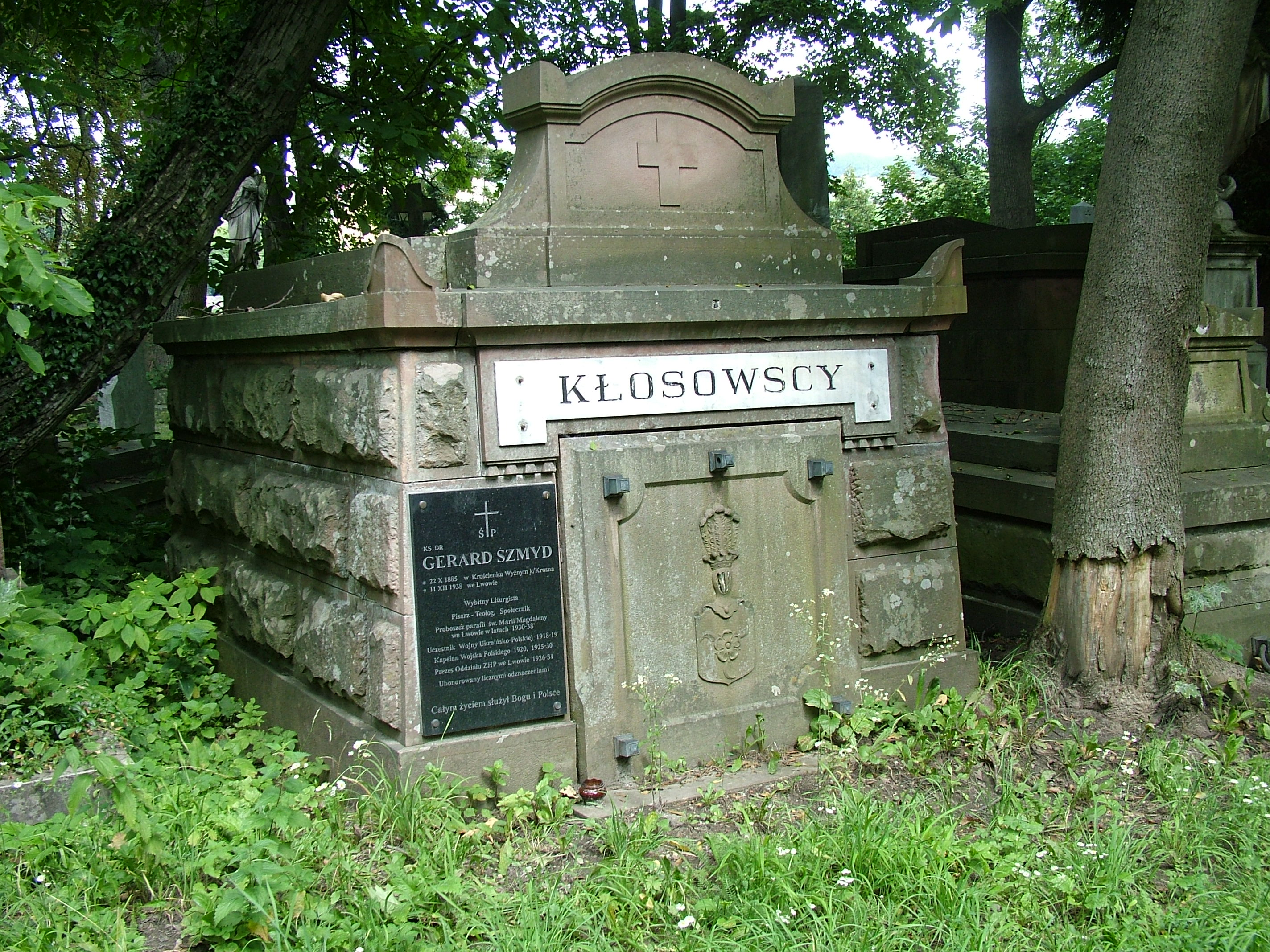
Grobowiec rodziny Kłosowskich – miejsce gdzie do 2011 roku spoczywał biskup Józef Teodorowicz, a gdzie nadal spoczywają szczątki ks. Gerarda Szmyda

Była ostatnim sekretarzem stowarzyszenia Straży Mogił Polskich Bohaterów we Lwowie, powstałego w 1919 roku i rozwiązanego wraz z wysiedleniem Polaków ze Lwowa, choć „strażnicy” wychowani w polskim Lwowie i pozostali w nim po wojnie działali w tym charakterze do swojej śmierci.
Zasłużyła się dla ratowania szczątków polskich bohaterów pochowanych na Cmentarzu Obrońców Lwowa podczas planowanego zrównywania cmentarza z ziemią w latach 70. XX wieku jako jednego z symboli polskości tych ziem. Osobiście ratowała od profanacji i unicestwienia szczątki generała Tadeusza Jordan-Rozwadowskiego, generała Wacława Iwaszkiewicza-Rudoszańskiego, dowódcy obrony Lwowa z listopada 1918 Czesława Mączyńskiego, arcybiskupa lwowskiego obrządku ormiańskiego Józefa Teodorowicza, proboszcza parafii św. Marii Magdaleny we Lwowie Gerarda Szmyda, twórców polskiego lotnictwa: Stefana Bastyra, Stefana Steca i Władysława Torunia. Szczątki były przenoszone z Cmentarza Orląt w głąb Cmentarza Łyczakowskiego. Z wymienionych osób tylko miejsce nowego spoczynku biskupa Teodorowicza (w grobowcu rodzinnym Kłosowskich) pozostało znane dla osób postronnych.
Niszczenie nekropolii Orląt Tereszczakówna opisała następująco w liście do gen. Romana Abrahama w 1971:

Ratujmy od zagłady pozostałe jeszcze szczątki i kości naszych poległych żołnierzy. (...) Obecnie własnymi rękami, łopatkami wybieramy ze znanych nam grobów kości pilotów Stefana Bastyra, Stefana Steca i Władysława Torunia, pierwszych naszych orłów, twórców polskiego lotnictwa. Szczątki ich składamy do oddzielnych małych trumienek, przenosimy i chowamy na nie zaoranej jeszcze części cmentarza. Chcemy je przechować przynajmniej do czasu, kiedy będzie można wybudować im wspólny grób. Chcemy też umieścić tablice z ich nazwiskami i datą śmierci, by w ten sposób uchronić od zapomnienia

Polska społeczność od 1991 roku czyniła starania o jego ekshumację i powrót na Cmentarz Orląt, jednak Ukraińcy każdorazowo odmawiali, nawet wówczas, gdy w 2009 roku włączyła się w te zabiegi polska organizacja państwowa Rada Ochrony Pamięci Walk i Męczeństwa. Dopiero jej sukcesywne dwuletnie dalsze prośby poskutkowały wyrażeniem zgody na ekshumację. Pozostałe miejsca nowych pochówków wymienionych osób nie zostały ustalone ze względu na spóźnienie polskich instytucji w zbieraniu danych od naocznych świadków, którzy już nie żyją. W 2011 roku udało się jedynie ustalić, że w grobowcu Kłosowskich znalazły się także szczątki ks. Gerarda Szmyda.
Nigdy nie wyszła za mąż, zmarła we Lwowie w wieku 97 lat i została pochowana na Cmentarzu Janowskim w grobowcu Marii Romańskiej (zm. 1935), u rodziny której mieszkała od powrotu z Kazachstanu do swojej śmierci. O miejscu pochówku informuje tablica umieszczona na płycie grobowca rodziny Romańskich.

## Odznaczenia
- Krzyż Walecznych[6]
- Medal Niepodległości (9 listopada 1933, za pracę w dziele odzyskania niepodległości)[7]